# Yleana Bautista
Yleana Bautista de la Torre (auch: Ileana Bautista; * 31. Juli 1947 in Havanna) ist eine kubanische Pianistin und Musikpädagogin.

## Leben und Wirken
Bautista studierte am Conservatorio Internacional, an der Escuela Nacional de Arte bei Cecilio Tieles und von 1973 bis 1976 am Tschaikowski-Konservatorium Kiew. Ihr professionelles Debüt als Pianistin hatte sie 1976 im Museo Nacional de Bellas Artes. Sie gab dann Solo-Recitals uns trat als Konzertpianistin in Lateinamerika, den USA und Europa auf.
Sie arbeitete u. a. mit den Geigern Viera Borísova und Nancy Usher, den Pianisten Jorge Luis Prats und César López und der Flötistin Andrea Griminolli als Kammermusikerin zusammen und wirkte an der Aufführung  eines Werkzyklus von Johann Sebastian Bach unter der Leitung von Leo Brouwer mit. Ihr Repertoire umfasst u. a. Werke von Alberto Ginastera, Manuel Saumell, Ignacio Cervantes, Robert Schumann und Sergei Prokofiew.
Ab 1970 leitete Bautista Klavierklassen am Conservatorio Amadeo Roldán, am Conservatorio Alejandro García Caturla und an der Musikfakultät des Instituto Superior de Arte. Seit 1995 ist sie Direktorin für Klavierstudien am Escuela Superior de Música del INBA in Mexiko-Stadt. Zu ihren Schülern zählten hier Rodolfo Ritter und Rosa de Jesús Mandaluniz. Auf CD nahm sie u. a. Olivier Messiaens Réveil des oiseaux für Klavier und Orchester unter Leitung von Joel Thome, Sergei Rachmaninows Drittes Klavierkonzert unter Leitung von Gonzalo Romeu und Bachs d-Moll-Cembalokonzert unter Leitung von Leo Brouwer auf.